# Đại tiệc xúc xích
Đại tiệc xúc xích (tiếng Anh: Sausage Party) là phim hài hoạt hình cho người lớn của Mỹ năm 2016. Phim do Greg Tiernan và Conrad Vernon làm đạo diễn; Kyle Hunter, Ariel Shaffir, Seth Rogen và Evan Goldberg làm biên kịch. Các diễn viên tham gia lồng tiếng trong phim gồm Rogen, Kristen Wiig, Jonah Hill, Bill Hader, Michael Cera, James Franco, Danny McBride, Craig Robinson, Paul Rudd, Nick Kroll, David Krumholtz, Edward Norton và Salma Hayek.

## Nội dung
Nội dung phim xoay quanh cây xúc xích Frank cùng cô bạn bánh mì Brenda và những người bạn đồ ăn khi họ phát hiện ra sự thật về việc bị con người dùng làm thực phẩm. Để tránh bị ăn, cả nhóm cùng tất cả những món đồ khác trong siêu thị thực hiện một kế hoạch tự giải thoát cho bản thân.
Tại siêu thị Shopwell's, những thực phẩm đều tin rằng những người mua hàng chính là thần thánh sẽ đưa chúng đến một nơi tuyệt vời được gọi là "Great Beyond". Trong số thực phẩm có xúc xích Frank, bạn gái bánh mì của cậu là Brenda, cùng với hai người bạn Carl và Barry. Frank và Brenda được mua bởi một người phụ nữ. Trên xe đẩy, một hũ mù tạt mật ong cố gắng cảnh báo mọi người rằng Great Beyond là một nơi đáng sợ nhưng không ai nghe. Trước khi tự sát bằng cách nhảy xuống sàn, Mù tạt mật ong đã bảo Frank đi tìm một chai rượu tên Firewater.
Vụ tự sát của Mù tạt mật ong đã khiến vài món hàng rơi ra khỏi xe đẩy, trong đó có Frank, Brenda, bánh mì vòng Sammy, bánh mì mỏng Lavash, và thụt y tế Douche - kẻ thề sẽ trả thù Frank và Brenda. Nhớ lại lời cảnh báo của Mù tạt mật ong, Frank đã dẫn Brenda, Sammy và Lavash đến khu trưng bày rượu của siêu thị. Frank gặp Firewater, biết được rằng những chai rượu nơi đây đã tuyên truyền một lời nói dối về Great Beyond nhằm giúp những thực phẩm không còn nỗi sợ bị con người ăn. Frank muốn công khai sự thật này và quyết định đến khu đồ đông lạnh tìm bằng chứng, trong khi Brenda, Sammy và Lavash thoát khỏi sự truy sát của Douche với sự giúp đỡ của bánh mì taco Taco.
Tại nhà của một người mua hàng, Carl và Barry hoảng sợ khi thấy các thực phẩm bị ăn. Carl bị giết chết trong khi Barry chạy thoát thành công qua cửa sổ. Barry sau đó lẻn vào nhà của một gã đàn ông nghiện ma túy, người có thể giao tiếp với đồ đạc trong nhà gã. Gã đàn ông định nấu Barry thì gặp tai nạn trong bếp và bị cây rìu trên cao rơi xuống chặt đầu.
Tại siêu thị, Frank tìm được một cuốn sách dạy nấu ăn phía trên khu đồ đông lạnh và thấy hình ảnh con người ăn thực phẩm. Cậu cho tất cả thực phẩm biết sự thật trên, khiến chúng hoảng loạn. Lúc này Barry và vài món đồ khác quay về siêu thị cùng với cái đầu của gã đàn ông nghiện ma túy, chứng minh rằng con người có thể bị giết chết. Những thực phẩm bắn ma túy vào những người mua hàng và nhân viên, một cuộc giao chiến diễn ra. Douche cố gắng giết Frank trong lúc điều khiển cơ thể Darren, quản lý siêu thị. Barry và vài món đồ khác làm Douche và Darren nổ tan xác với vài bình gas. Những con người khác cũng bị giết chết dã man.
Những thực phẩm ăn mừng chiến thắng của chúng bằng bữa tiệc thác loạn lớn. Sau đó, Frank và bạn bè của cậu đến gặp Firewater, người có trải nghiệm ảo giác và khám phá ra thế giới của chúng không phải như chúng nghĩ, chúng chỉ là những nhân vật hoạt hình được lồng tiếng bởi những diễn viên nổi tiếng ở một chiều không gian khác. Kẹo cao su Gum đã xây dựng một cánh cổng dẫn đến chiều không gian này, những thực phẩm quyết định đến đó để gặp những người tạo ra chúng.

## Đánh giá và doanh thu
Phim được Hiệp hội Điện ảnh Hoa Kỳ gắn nhãn R vì những hình ảnh và lời thoại khơi gợi, chỉ dành cho người lớn.